# Hraběnky
Hraběnky jsou český sedmnáctidílný televizní seriál z roku 2007, natočený režisérem Jaroslavem Brabcem podle scénáře Iva Pelanta.

## Děj
Na farmě v Maletíně žije rodina Hrabětova – soukromý farmář Josef Hrabě, jeho žena Vlasta a tři ze čtyř dcer. On by chtěl rozšířit rodinnou farmu o další pozemky a pomýšlí na pole po zemřelém sousedovi. Ty si opravdu koupí za rodinné peníze, které však jeho dcery chtěly použít na své sny. Rodina se kvůli tomu rozhádá. Jedna z dcer, Jarka, se zamiluje do truhláře Honzy, které přišel z města a otevřel si zde dílnu. Za ním přijede mladá Ukrajinka Nina s jejich tříletou dcerkou Kaťjou. Hrabětův statek navštíví finanční úřad.
Domů se vrátil i čtvrtá dcera, Alžběta. Přijde s řidičem Martinem, kterému se rozbil kamion. Marta pochopí, že není vítána a v noci s Martinem odjede. Martin slíbil Haničce, že se vrátí. Honza se za Ninu stydí, ta to vycítí. Za Honzou přijedou Ninini bratři, aby mu vysvětlili, jak se má chovat k jejich sestře. I ona se snaží vztah zachránit, ale krize se prohlubuje. Marta se vrátí i Martin dodrží slib a přijde za Haničkou. Nina se při lesní brigádě v zimě málem utopila pod ledem, Jarka jí nedokázala pomoct. Hanička odejede s Martinem kamionem na cestu po Evropě.
Nina se usmíří s Honzou a chystají svatbu. Jarka si nechala udělat plastiku prsou. Honza se Sašou Machoninem vyrábějí sudy, mají úspěch, Alžbětu podrazí producent Maděra. Honza podezřívá Ninu, že jej podvádí. Ta od něj odejde i s Kaťjou. Hanička se vrátí z cesty po Evropě. Hrabě se dovídá, že si lidé o něm myslí, že je spekulant. Policie zatkne ing. Víta. Ten se nevzdává a stále se snaží koupit Hrabětovi pozemky, ten milionovou nabídku odmítne.
Martin zmizí, Honza s Hankou se jej vydají hledat, avšak najdou jen jeho četné milenky. Hrabě se s Kristiánem vypraví do Prahy za Martou, ta žije na hromádce s cikánskou kapelou. Vlasta zemře a Marta se vydá domů, aby ji nahradila. Nabídky na odkup pozemků stoupají. Jarka chce prodat, ostatní sestry odmítají. Němec Jürgen se sblíží s Jarkou, přijde ji požádat o ruku. Přijde se na to, že trpí bludy a myslí si o sobě, že je stavitel mostů. Nina se vrátí a nechá Kaťju u Honzy. Bratři Niny se vrátí a pomstí se Honzovi.

## Herecké obsazení
| Josef Abrhám            | Josef Hrabě       |
| Lenka Vlasáková         | Jarka Hrabětová   |
| Marian Mundok           | Kristián          |
| Richard Krajčo          | Honza Chába       |
| Pavla Fendrichová       |                   |
| Luděk Hudec             |                   |
| Adele Kohout            |                   |
| Andrea Elsnerová        | Hanka Hrabětová   |
| Rozálie Kotyková        | Kristýna          |
| Veronika Freimanová     | Vítová            |
| Rudolf Hrušínský mladší | Kulich            |
| Luděk Munzar            | Konrád            |
| Igor Bareš              | Kabrle            |
| Oldřich Vlach           | Maňas             |
| Zuzana Bydžovská        | Marta Hrabětová   |
| Zuzana Vejvodová        | Alžběta Hrabětová |
| Krug Hartmut            | Jürgen            |
| Martin Stropnický       | Vít               |
| Josef Vinklář           | Saša Machonín     |
| Petra Lustigová         | Stáňa             |
| Libuše Švormová         | Hojdová           |
| Marie Spurná            | Potužníková       |
| Jana Hlaváčová          | Vlasta Hrabětová  |
| Roza Koliyeva           | Katja             |
| Lucie Juřičková         | Makovcová         |
| Jaromíra Mílová         | Karblová          |
| František Flasar        |                   |
| Michal Kolář            |                   |
| Markéta Konečná         |                   |
| Lina Wagnerová          | Listonoška        |
| Karel Beseda            |                   |
| Sofie Kovářová          |                   |
| Vladimír Dlouhý         | František         |
| Kateřina Volochina      | Nina              |
| Zdeňka Procházková      | Jürgenová         |
| Dana Batulková          | Dudová            |
| Vlasta Chramostová      | Věra Koldová      |
| Andrej Bestcastnyj      | Aljoša            |
| Zdeněk Štěpánek         | farář             |
| Daniela Frumarová       |                   |
| Arsenij Haliabovich     |                   |
| Věra Kubánková          |                   |
| Evgenij Vrublevskij     |                   |

## Seznam epizod
1. Dům u moře
2. Bohatá úroda
3. Štrúdl
4. V mezích zákona
5. Mezinárodní zápas
6. Záchranáři
7. Kozy
8. Honza a Saša company
9. Čarodějnice
10. Výhodná nabídka
11. Rodinná oslava
12. Dědictví
13. Kolik stojí láska
14. Nejdelší most světa
15. Návštěva
16. Vyrovnané účty
17. Louky naproti